# Yaxkukul (Yaxkukul)
Yaxkukul, localidad del estado de Yucatán, México, cabecera del municipio homónimo ubicada a 26 kilómetros al noreste de la ciudad de Mérida. 

## Toponimia
El toponímico Yaxkukul significa en idioma maya lugar donde se adora a dios, ya que proviene de los vocablos Yax, primero; kú, dios y kul, contracción de kuul, que quiere decir venerar, adorar.
Aún no se sabe con certeza, se necesitan hacer más investigaciones sobre el lugar.

## Datos históricos
Yaxkukul está enclavado en el territorio que fue la jurisdicción de Ceh Pech antes de la conquista de Yucatán. Hay una leyenda que forma parte de la tradición oral en el sentido de que fue fundado por un batab de nombre Ulil que vino del oriente, donde hoy se encuentra la ciudad de Valladolid; sin embargo, no existen pruebas de tal fundación ni vestigios arqueológicos que pudieran soportar la leyenda.
Se sabe que en el año de 1549 había ya establecida una encomienda en lo que hoy es el poblado de Yaxkukul. 
Tras la independencia de Yucatán y su posterior incorporación al resto de la república mexicana, Yaxkukul formó parte del Partido de la Costa. Posteriormente, al crearse el partido de Tixkokob, Yaxkukul quedó integrado a este, hasta que, el año de 1918, se erigió en cabecera del municipio libre homónimo.

## Galería

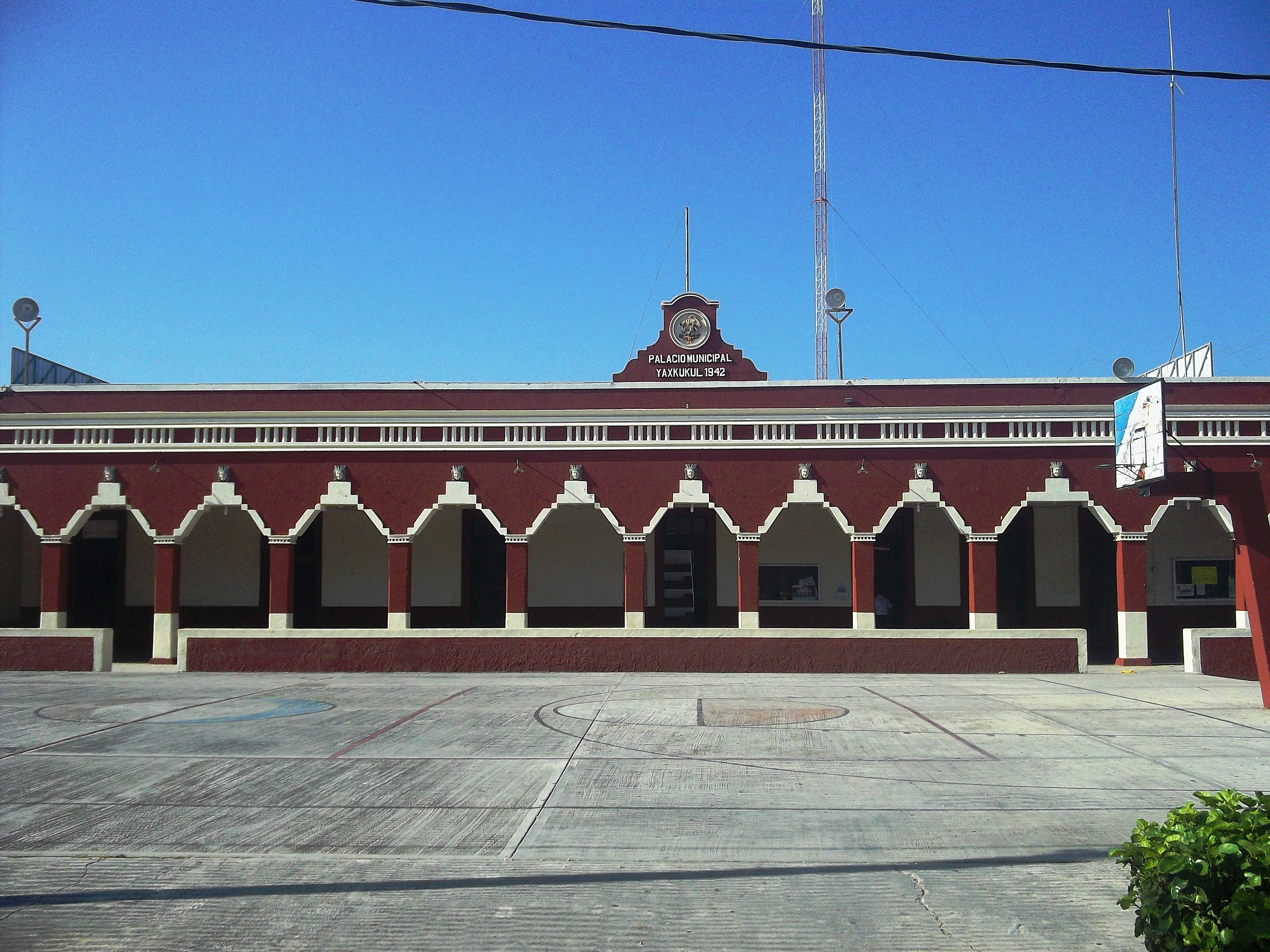
Palacio municipal de Yaxkukul.
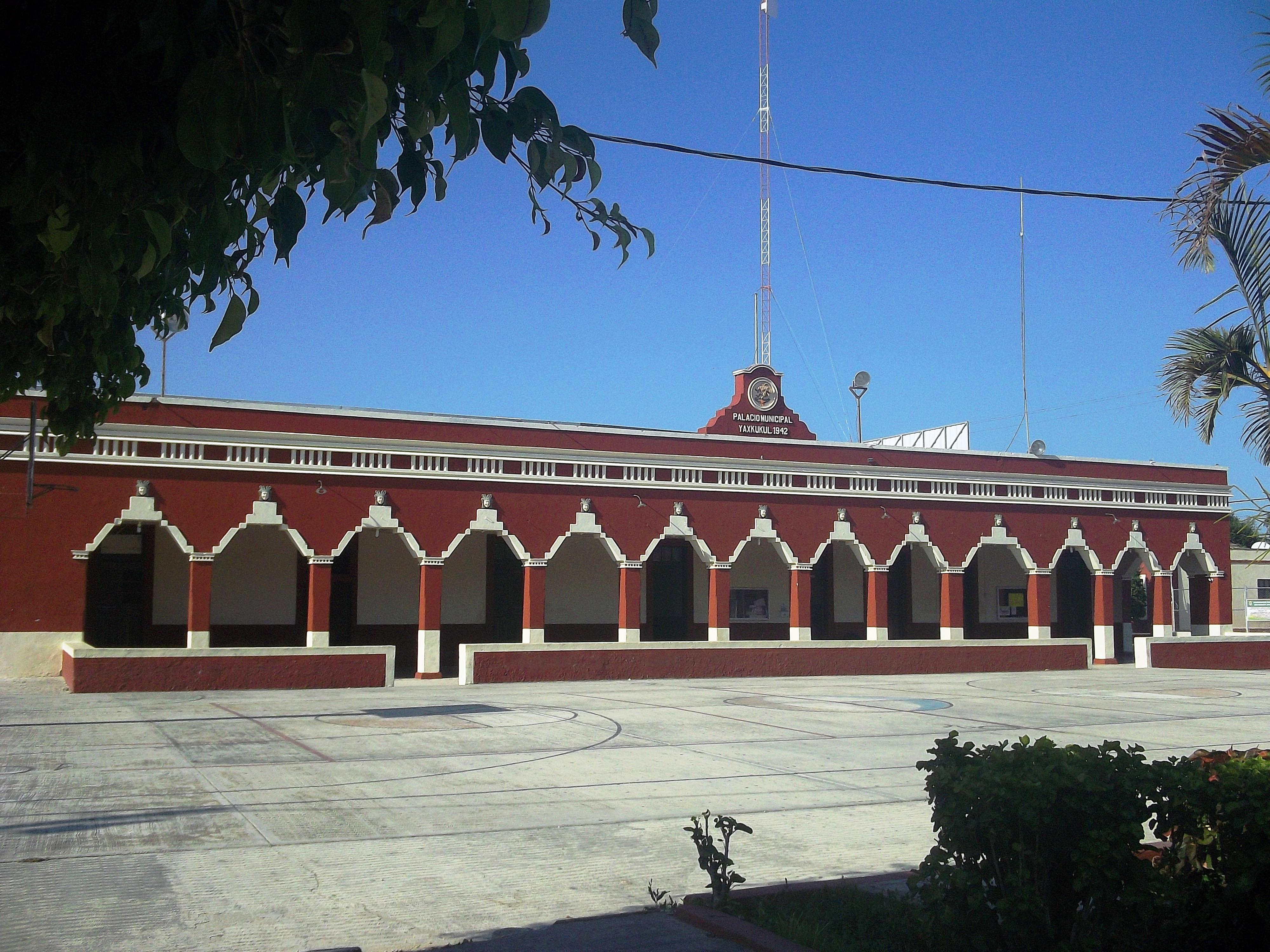
Palacio municipal de Yaxkukul.
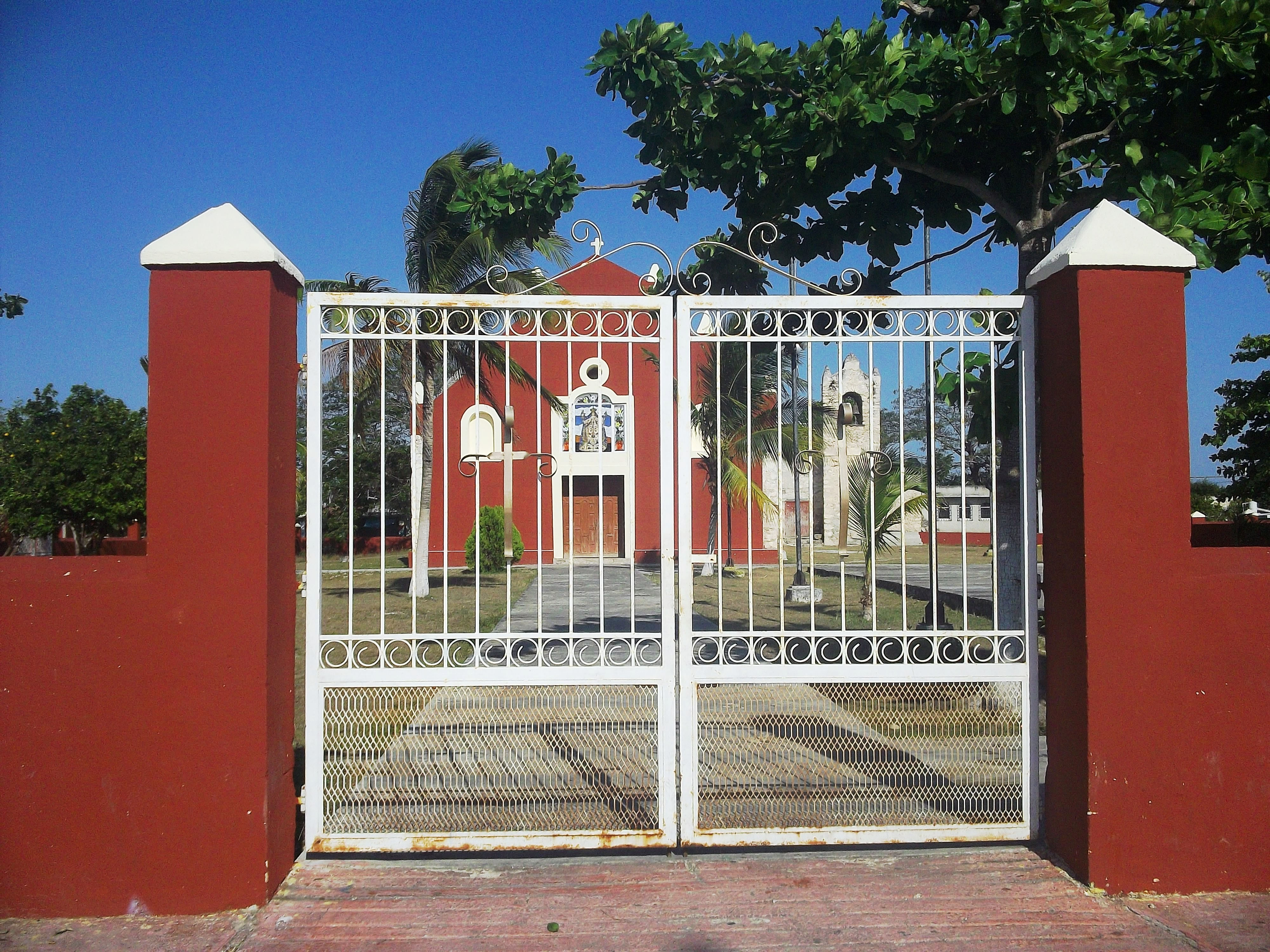
Iglesia principal de Yaxkukul.
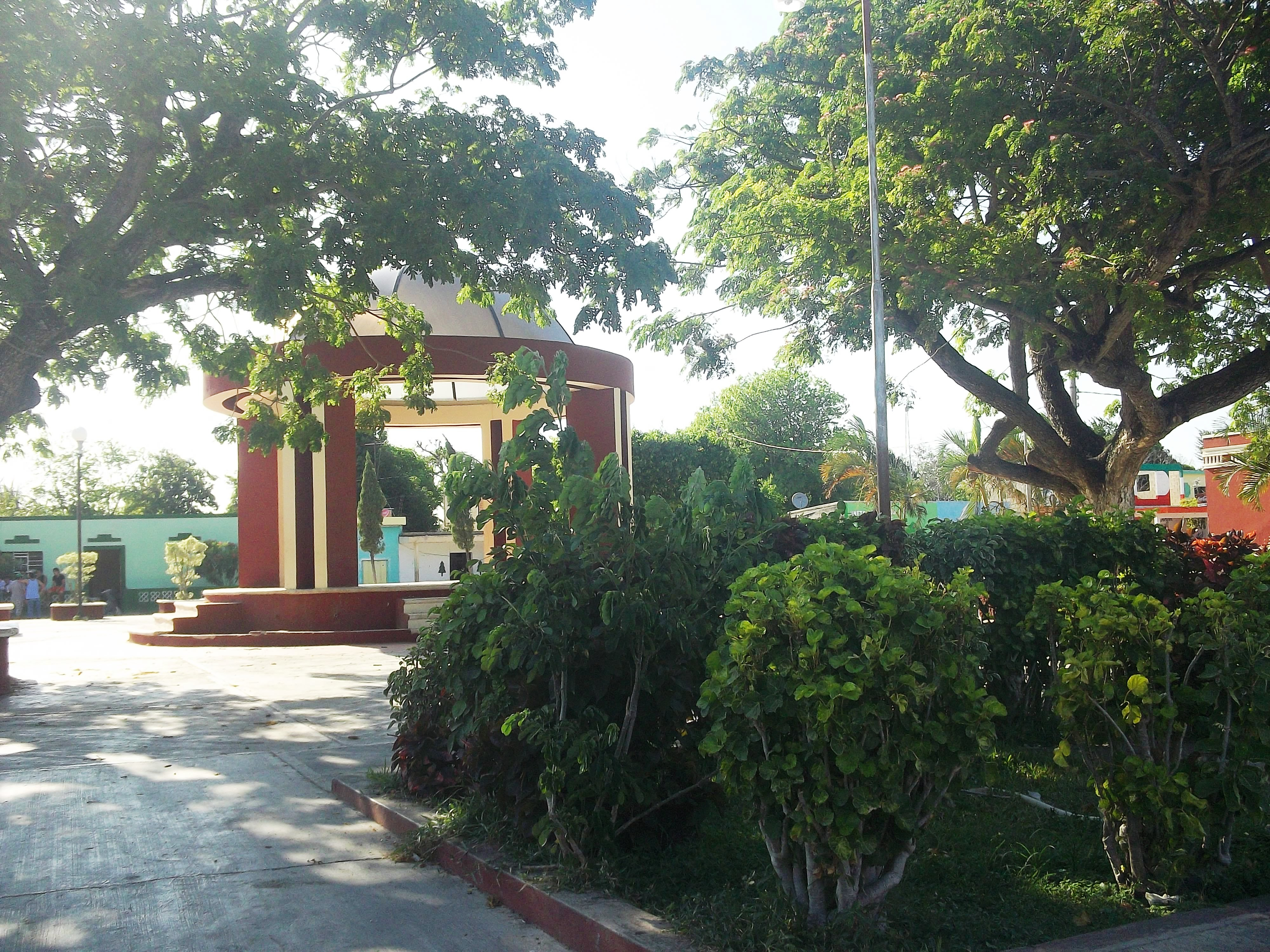
Parque principal de Yaxkukul.
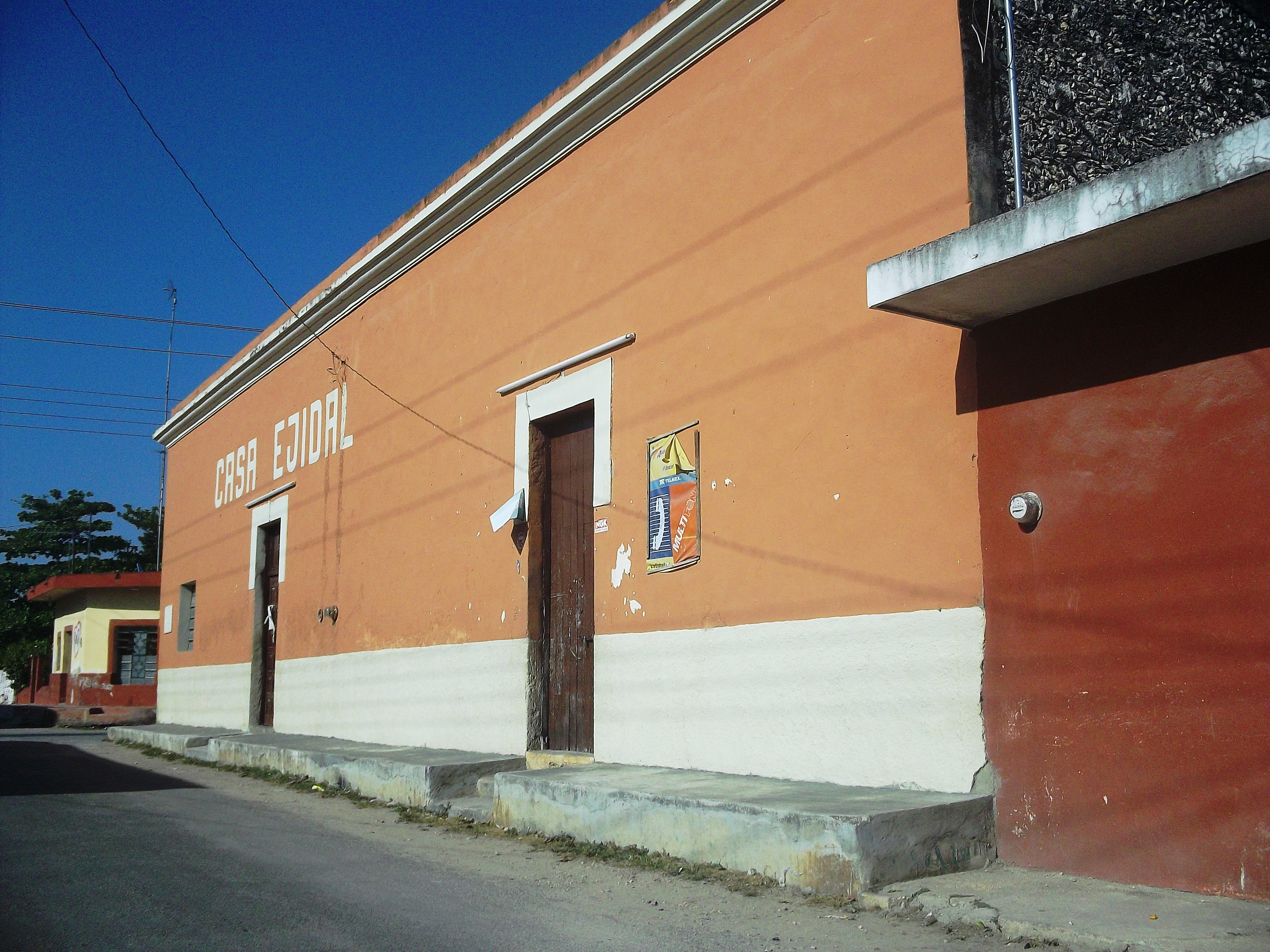
Casa ejidal de Yaxkukul.
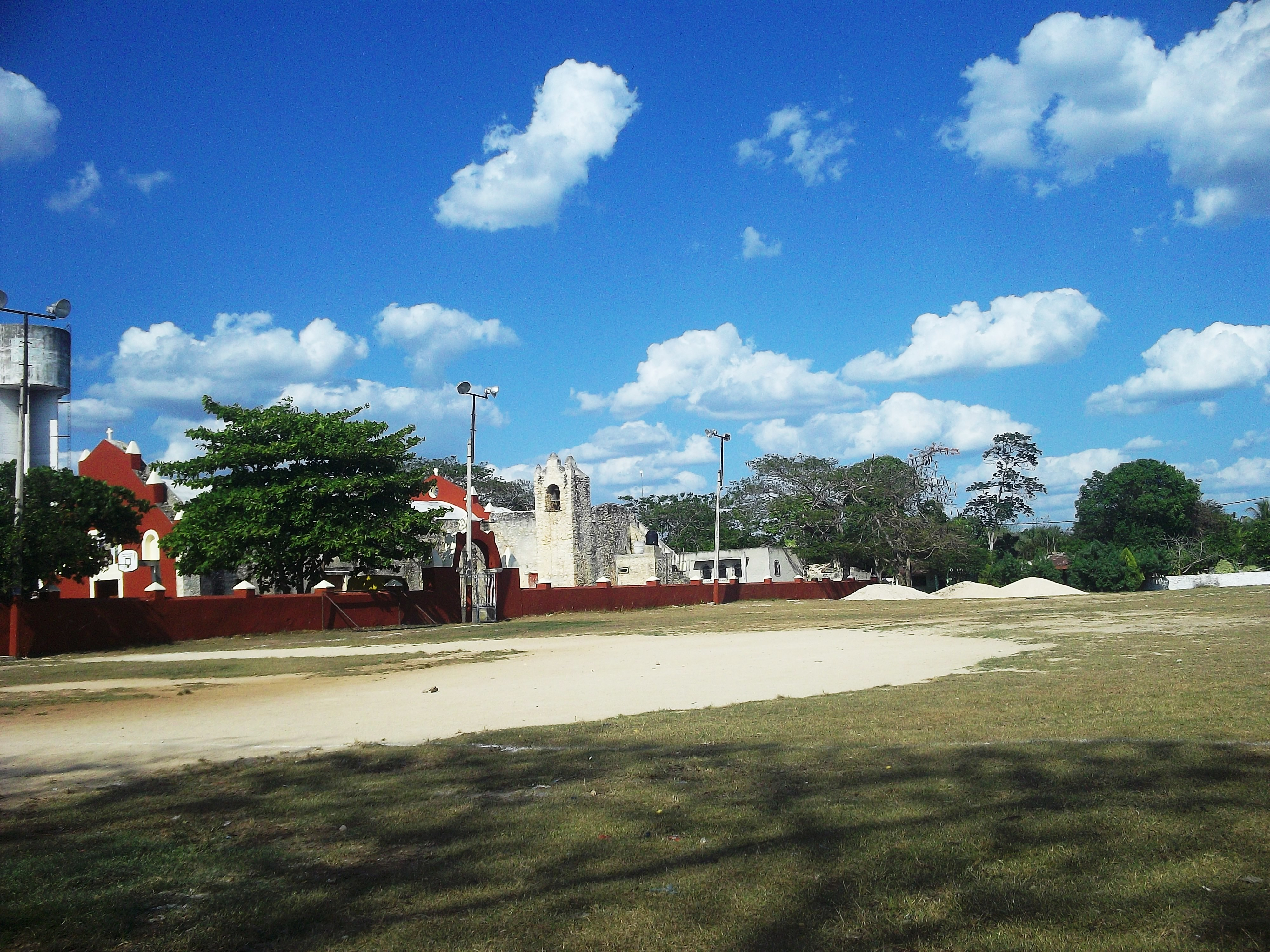
Iglesia principal de Yaxkukul.